# Tatiana Molcean

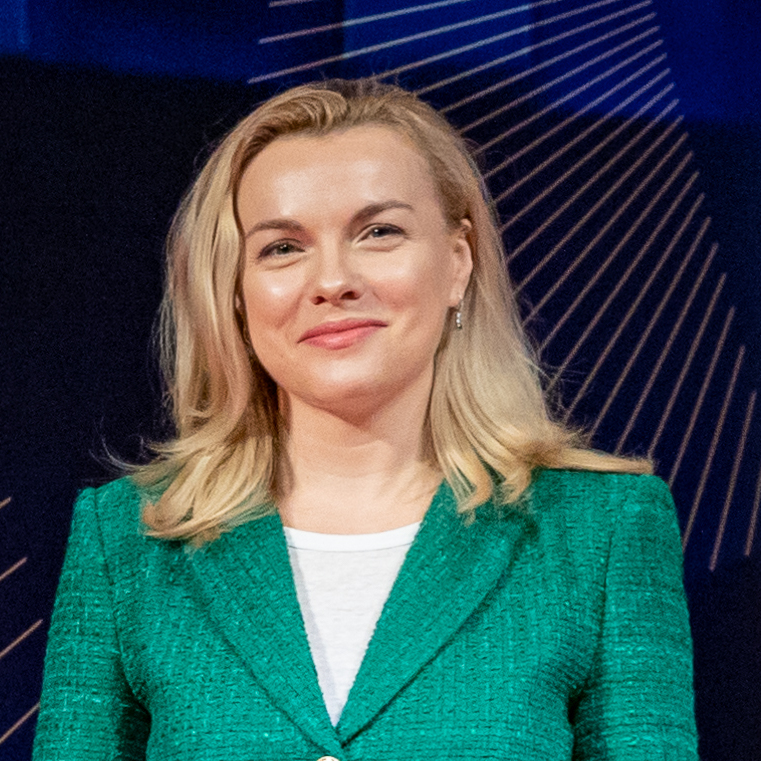
Tatiana Molcean (2022)

Tatiana Molcean (* 25. September 1982) ist eine moldauische Diplomatin. Sie ist seit 2023 Direktorin der UN-Wirtschaftskommission für Europa (UNECE).

## Biographie
Tatiana Molcean studierte von 2000 bis 2004 an der Fakultät für Völkerrecht der Staatlichen Universität von Moldau und schloss als LL.M. ab. Am Hochschulinstitut für internationale Studien und Entwicklung in Genf absolvierte sie 2006 ein multilaterales Diplomaten-Programm.
Tatiana Molcean wurde 2004 Leiterin der Abteilung für Ökonomische Kooperation und Sektorale Koordination beim Generaldirektor für europäische Integration. 2008 wurde sie als Geschäftsträgerin an die moldauische Botschaft in Schweden entsandt. 2012 wurde sie stellvertretende Generaldirektorin für die Europäische Integration und konnte große Fortschritte bei der Entwicklung eines Assoziationsabkommens und eines Freihandelsabkommens mit der EU erreichen. 2017 wurde sie zur Staatssekretärin und stellvertretenden Ministerin für Multi- und Bilaterale Kooperation im moldauischen Ministerium für Außenpolitik und europäische Integration ernannt.
Die Republik Moldau entsandte sie 2020 als ständige Vertreterin beim Büro der Vereinten Nationen, der Welthandelsorganisation und anderen internationalen Organisationen nach Genf.
Am 26. Juli 2023 wurde Tatiana Molcean von UN-Generalsekretär António Guterres als Nachfolgerin der Slowakin Oľga Algayerová zur Direktorin der UN-Wirtschaftskommission für Europa (UNECE) ernannt.
Neben ihrer Muttersprache Rumänisch spricht sie fließend Englisch und Russisch und hat gute Kenntnisse in Französisch.

## Auszeichnungen
- 2008 Bürgerverdienstmedaille des Präsidenten der Republik Moldau
- 2014 und 2015 Regierungs-Diplome der Republik Moldau[2]